# Spiropagurus fimbriatus
Spiropagurus fimbriatus is een tienpotigensoort uit de familie van de Paguridae. De wetenschappelijke naam van de soort is voor het eerst geldig gepubliceerd in 1982 door Lewinsohn.